# Torminalis glaberrima
Alisier torminal
Espèce
Répartition géographique
L'Alisier torminal, Alisier des bois ou Sorbier torminal (Torminalis glaberrima, (Gand.) Sennikov & Kurtto) est une espèce de plantes à fleurs du genre Torminalis Medik. de la famille des Rosaceae.
Dans une classification datant de 1763, il était dénommé Sorbus torminalis (L.) Crantz, Le genre Torminalis était inclus dans le genre Sorbus en tant que section Torminaria, mais les espèces à feuilles simples traditionnellement classées dans Sorbus sont maintenant considérées comme formant un groupe monophylétique distinct. Torminalis considéré un temps comme monotypique (comportant qu’une seule espèce, l’alisier torminal), une deuxième espèce possible du genre a été identifiée grâce à l’analyse de l’ADN, mais une nouvelle description scientifique n’a pas encore été écrite.
C'est un arbre originaire d'Europe, d'Afrique du Nord et d'Asie Mineure.

## Nomenclature
Carl Linné a d’abord décrit en 1753, l’espèce sous le nom de Crataegus torminalis L. dans Species Plantarum 1: 476.
En 1763, Crantz transfère ce basionyme dans le genre Sorbus formant ainsi l’espèce Sorbus torminalis (L.) Crantz, dans Stirp. Austr. Fasc.
En 2017, une étude d’Alexander N. Sennikov et Arto Kurtto donna une nouvelle liste de contrôle des Sorbus s.l. (au sens large) en Europe qui a fourni une classification mise à jour de ce groupe selon les dernières études phylogénétiques. Afin d’assurer la monophylie, cinq genres non hybrides sont acceptés, représentant des lignées évolutives distinctes (Aria, Chamaemespilus, Cormus, Sorbus s. str., Torminalis), ainsi que cinq genres hybrides décrits.
Ils retirent l’espèce Sorbus torminalis du genre Sorbus pour la placer dans le genre Torminalis Medik. mais comme le code de nomenclature interdit d’avoir le nom *Torminalis torminalis, ils repartent de l’ancien nom Sorbus glaberrima Gandoger, donné dans la  Flore lyonnaise, 90, 1875 (qu’ils considèrent valide,) et le recombinent sous la forme Torminalis glaberrima (Gand.) Sennikov & Kurtto.

## Étymologie
Le nom de genre Sorbus a été adopté par le botaniste suisse Caspar Bauhin (1560-1624) dans Pinax theatri botanici, 1671, 415, taxon regroupant plusieurs espèces de Sorbus. Au Ier siècle, Pline déjà avait décrit plusieurs espèces de sorbes (HN, XV, 85) .
Sorvus : Sorbus spp. de l’indo-européen *sor-dhos, « arbre à baies rouges ».
L'épithète spécifique torminalis signifie « qui guérit les coliques » (du verbe torquere, « (se) tordre ») et est une allusion aux propriétés médicinales de l'arbre.
L’épithète spécifique glaberrima dérive du latin glaber, glabra, -um, « glabre, sans poils » mis à la forme superlative glaberrimus, -a, -um « le plus glabre, très glabre, parfaitement lisse » dont la forme féminine singulier est glaberrima.

## Synonymes
Selon POWO, Torminalis glaberrima (Gand.) Sennikov et Kurtto possède 81 synonymes dont 
3 synonymes homotypiques
- Pyrus torminalis var. glaberrima (Gand.) Asch. et Graebn. dans Syn. Mitteleur. Fl. 6(2) : 85 (1906)
- Sorbus glaberrima Gand. à Fl. Lyon. : 90 (1875)
- Sorbus torminalis f. glaberrima (Gand.) Hegi in Ill. Fl. Mitt.-Eur. 4 : 70 (1923)

et 79 synonymes hétérotypiques dont
- Sorbus torminalis (L.) Crantz in Stirp. Austr. Fasc. 2: 45 (1763)
- Sorbus torminalis f. angustifolia Priszter & Kárpáti in Agrártud. Egyet., Kert- Szölögazdaságtud. Karának Évk. 2: 21 (1951 publ. 1953)

## Description
C'est un arbre de dimension assez moyenne, pouvant mesurer jusqu'à 33 m en forêt, mais plus souvent entre 20 et 25 m, et 15 à 17 m en situation champêtre.
Avec une croissance relativement lente, le diamètre du tronc peut atteindre 50 à 65 cm en forêt à l'âge de 90-130 ans.
Des spécimens poussant en isolé ayant des circonférences entre 3 et 3,5 m sont attestés, ils auraient une longévité proche des 300 ans.
Son écorce gris brunâtre est fissurée et s'exfolie. Les jeunes rameaux présentent des lenticelles horizontales.
Les feuilles caduques, alternes, longuement pétiolées, sont vert foncé (leur rougissement à l'automne provient de la biosynthèse d'anthocyanes qui joueraient un rôle multiple : protection contre le froid, défense chimique contre les herbivores). Elles sont tronquées à la base et comprennent 5 à  7 lobes inégaux dentés. On le distingue des autres membres du genre Sorbus par ses grandes feuilles raides évoquant celles d'un érable ou un platane.
Les fleurs hermaphrodite forment des corymbes blanchâtres avec de nombreuses étamines, et 2 styles soudés inférieurement.
Elles donnent des fruits marron, verruqueux, de 15 mm de diamètre comestibles à pleine maturité (après les premiers gels).

## Distribution, habitat
Selon POWO, l’aire de répartition naturelle de cette espèce s’étend de l’Europe au nord de l’Iran, au nord-ouest de l’Afrique. Cette aire couvre l’Union européenne moins les pays scandinaves et baltes, plus l’Ukraine, ainsi que la Turquie, le Caucase du Nord, la Syrie, l’Iran, l’Algérie et le Maroc (voir la carte dans la bandeau latéral sup.).
Elle a été introduite dans l’état de Washington aux États-Unis.

## Écologie

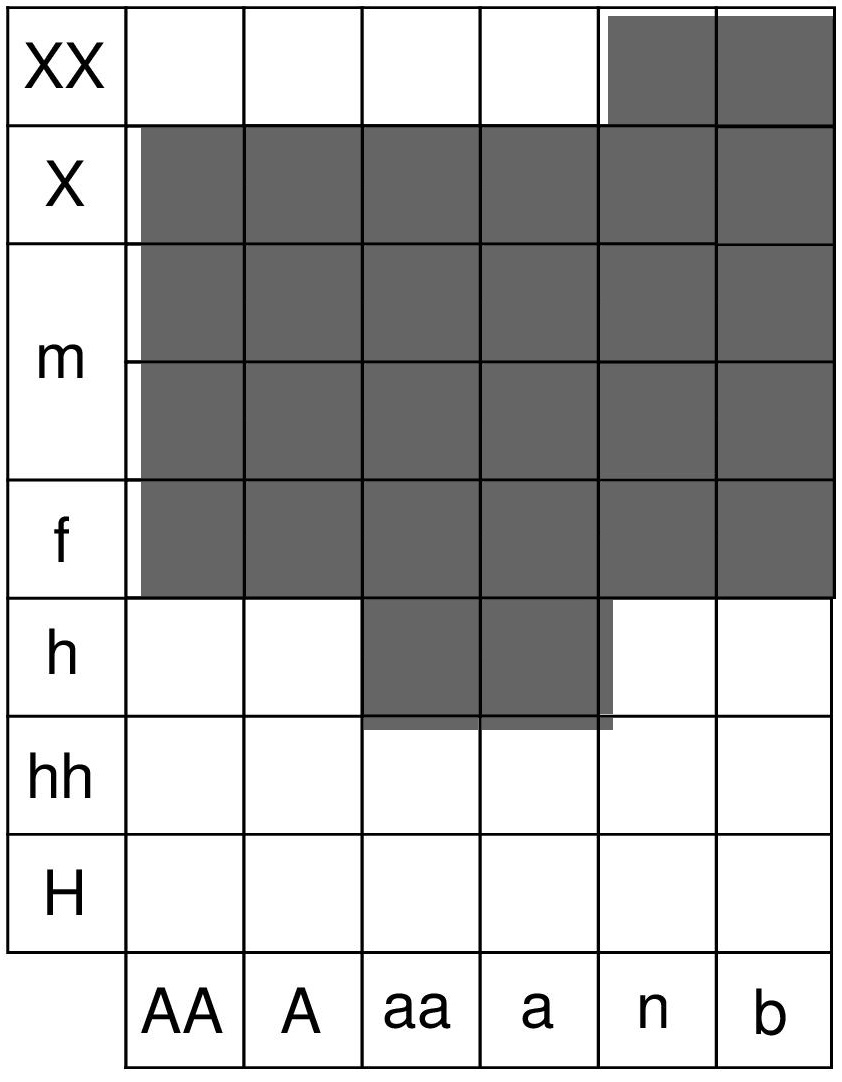
Écogramme de Sorbus torminalis en France métropolitaine, d’après JC. Rameau et coll.
Ordonnée: humidité du sol
Abscisse: acidité du sol

C'est un arbre entomophile (fleurs pollinisées par les insectes) et zoochore (dispersion des graines par des animaux). Ses fruits sont très appréciés des petits mammifères et des oiseaux, ainsi que du blaireau (Meles meles) qui joue un rôle important dans la dissémination des graines (excréments enterrés contenant les graines).
Il présente une bonne capacité de drageonnage et peut coloniser de petites parcelles sans avoir à passer par le biais du semis.

## Habitat et phytosociologie
C'est une essence très plastique, qui apprécie des terrains argileux tant calcaires qu'acides, même pauvres (Sologne par exemple). Il préfère les lisières, les clairières et trouées causées par chute d'arbre ou éclaircie, mais on le retrouve aussi en forêt accolé à de gros chênes.
Il est peu abondant et vit de manière dispersée dans la forêt (généralement moins de 10 individus à l'hectare). On le trouve généralement associé à des chênes, des frênes ou des hêtres, dans le second étage de végétation du fait de sa moyenne aptitude à concurrencer les espèces qui évoluent plus rapidement.

## Statuts de protection, menaces
L'espèce n'est pas considérée comme étant menacée en France. Elle est classée Espèce de préoccupation mineure (LC) par l'UICN.
Toutefois localement ou en limite d'aire naturelle l'espèce peut se raréfier: elle est considérée Vulnérable (VU) en Nord-Pas-de-Calais.

## Hybridations
En forêt de Fontainebleau, Sorbus torminalis s'est hybridé naturellement avec Sorbus aria et a donné naissance à une nouvelle espèce par apomixie nommée Alisier de Fontainebleau (Sorbus latifolia), espèce endémique connue depuis le XVIIIe siècle.

## Caractéristiques
Organes reproducteurs :
- Type d'inflorescence : corymbe
- Répartition des sexes : hermaphrodite
- Type de pollinisation : entomogame
- Période de floraison : mai

Graine :
- Type de fruit :  drupe
- Mode de dissémination :  endozoochore

Habitat et répartition :
- Habitat type : bois caducifoliés médioeuropéens, basophiles, oligotrophiles, où il est présent à l'état dispersé.
- Aire de répartition : européen méridional.

## Utilisation

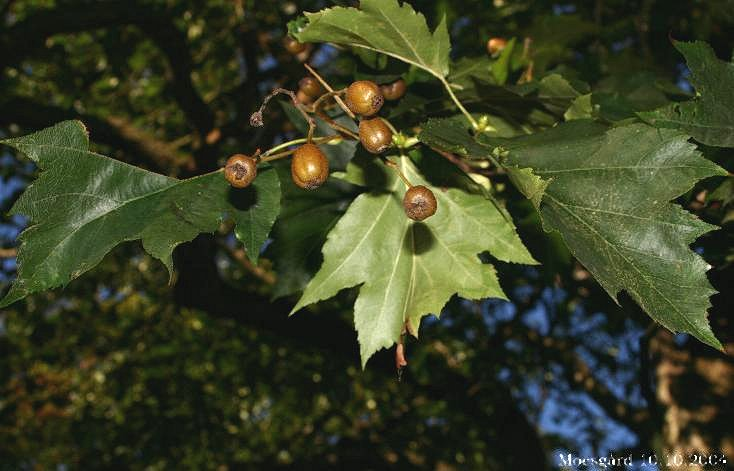
Fruits de l'Alisier torminal.

Comme de nombreuses rosacées, ce sorbier produit des polyphénols et des hétérosides de type glycosides cyanogènes, lesquels donnent par exemple leur goût amer aux amandes. Les feuilles dégagent ainsi une légère odeur d'amande amère quelques secondes après les avoir froissés. Elles sont néanmoins comestibles au printemps car ces composés sont faiblement concentrés, mais deviennent toxiques lorsqu'elles sont consommées en quantités importantes. Un alcool, l'eau-de-vie d'alisier, est distillé à partir des baies d'alisier.
Les baies de l'alisier, les alises, sont réputées pour leur capacité à traiter les coliques en raison de leur richesse en tanins. Elles se consomment blettes (le gel endommage la vacuole et libère ces tanins qui se combinent aux protéines végétales, n'étant alors plus disponibles pour agresser les glycoprotéines de la salive). Le bois de cette essence forestière relativement peu abondante est recherché et est surtout utilisé en ébénisterie et en lutherie. C'est également l'un des premiers arbres à prendre de belles couleurs d'automne.

## Qualités du bois et usage
Le bois de l'alisier torminal est dense, lourd, à cœur rosâtre plus ou moins foncé avec un grain très fin lui conférant un beau poli. Malgré sa dureté c'est un bois qui se travaille bien, tout en restant stable.
Ces spécificités lui valent encore aujourd'hui des emplois en lutherie, marqueterie, pour la fabrication d'instruments de précision, de pièces mécaniques...

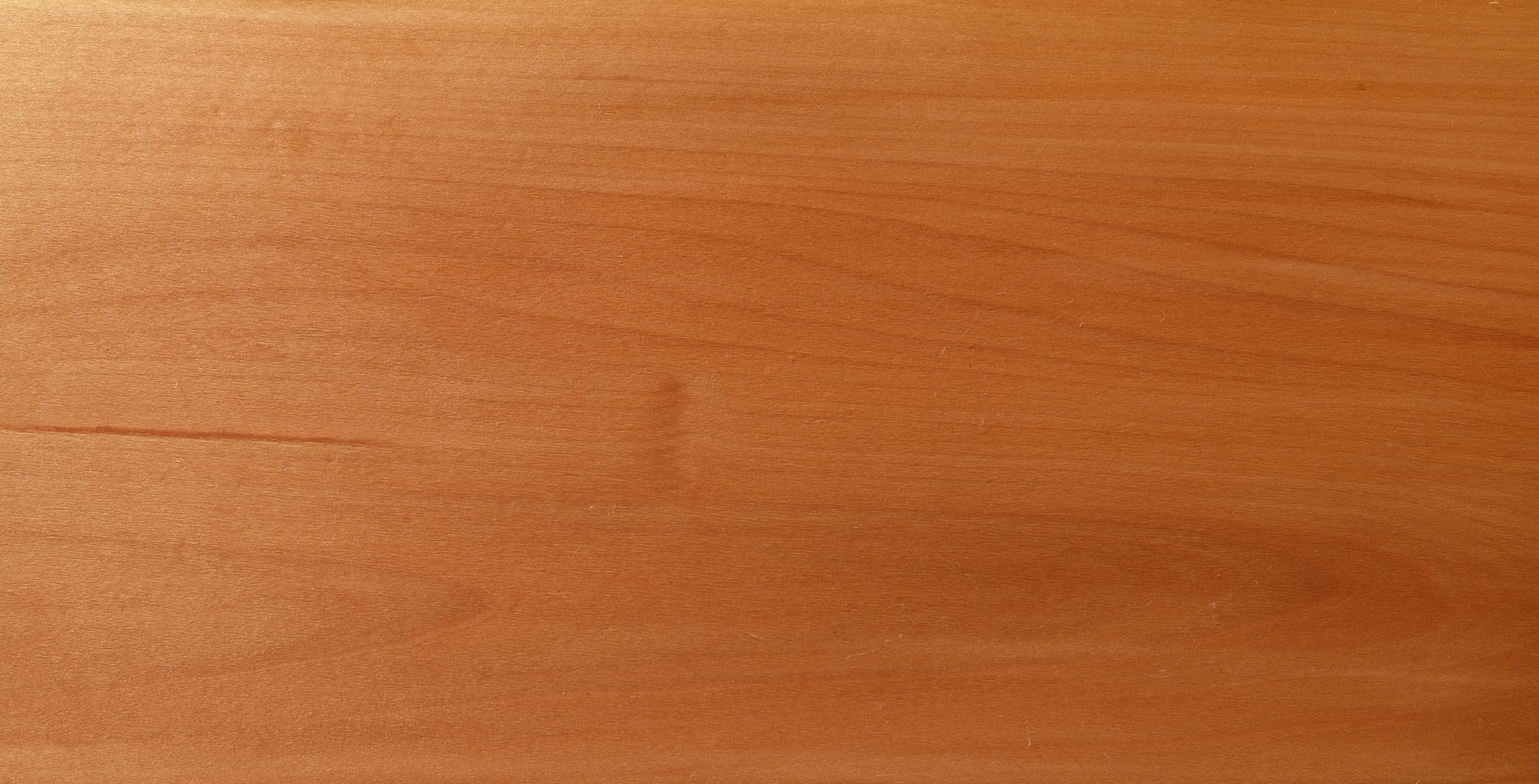
Bois de l'alisier torminal.

On l'affectionne pour la production de placages décoratifs, après tranchage, si le bois de cœur est peu coloré.
La bonne valorisation de son bois en fait une espèce intéressante pour l'Agroforesterie (au même titre que les noyers, les merisiers, les autres alisiers et les cormiers).

## Galerie

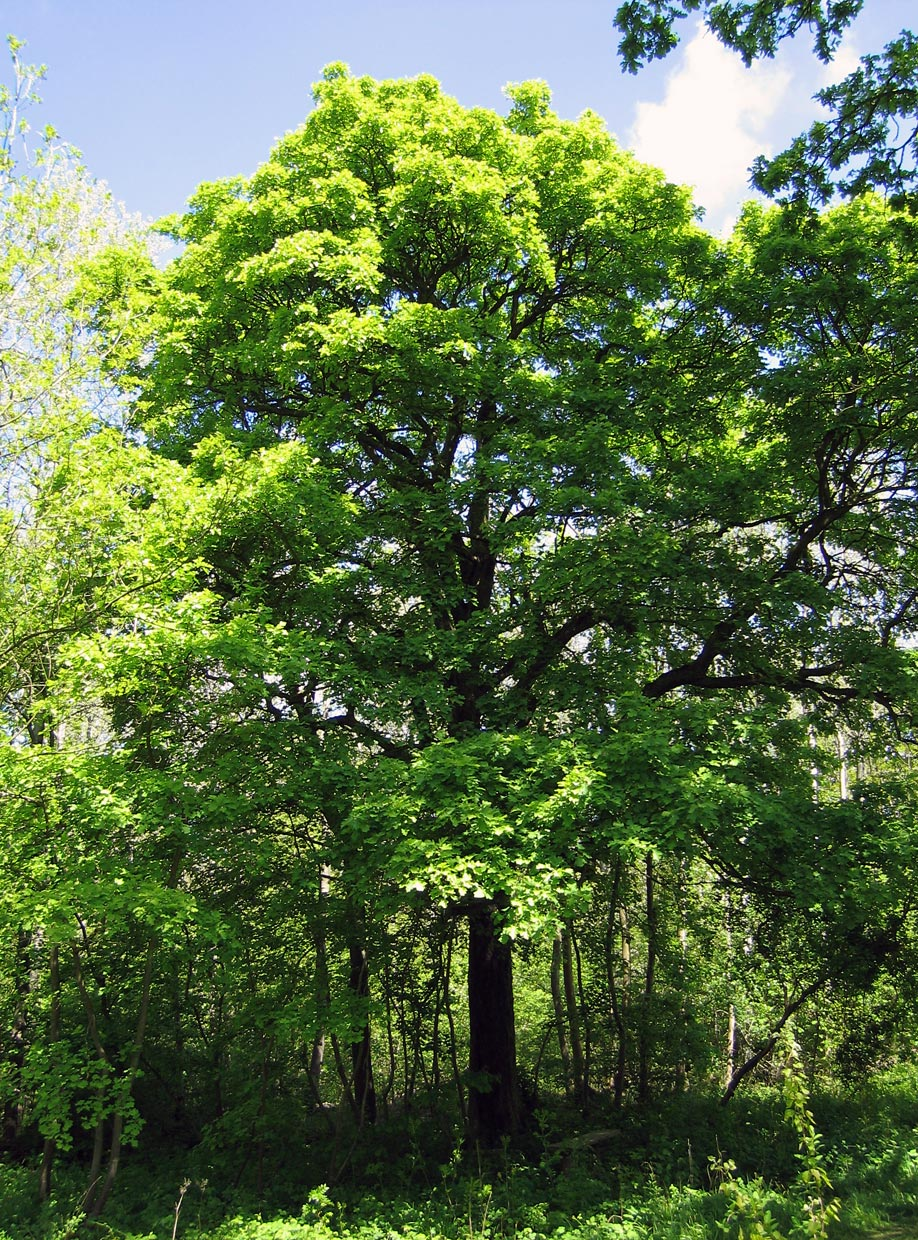
Habitus
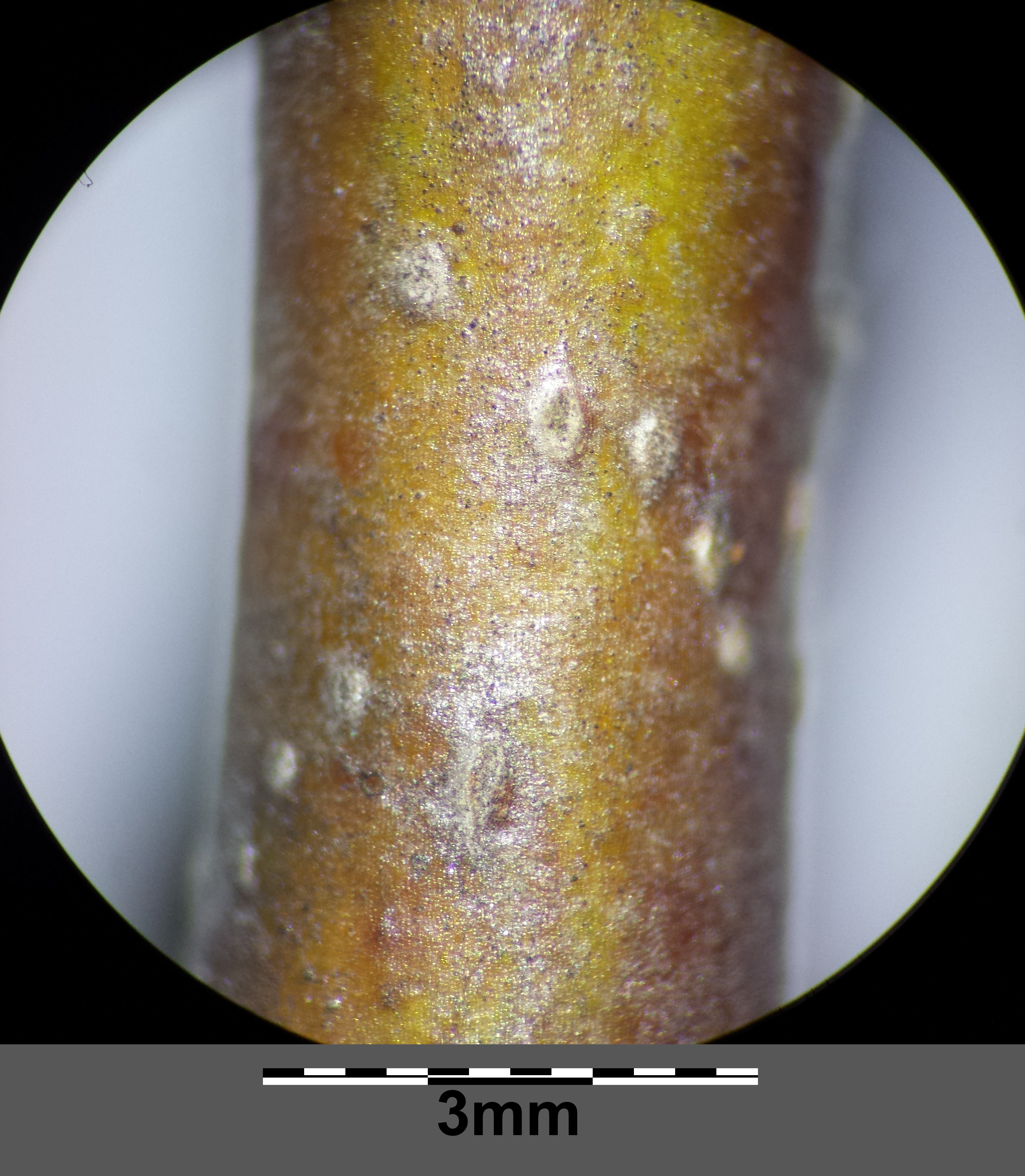
Rameau avec lenticelles
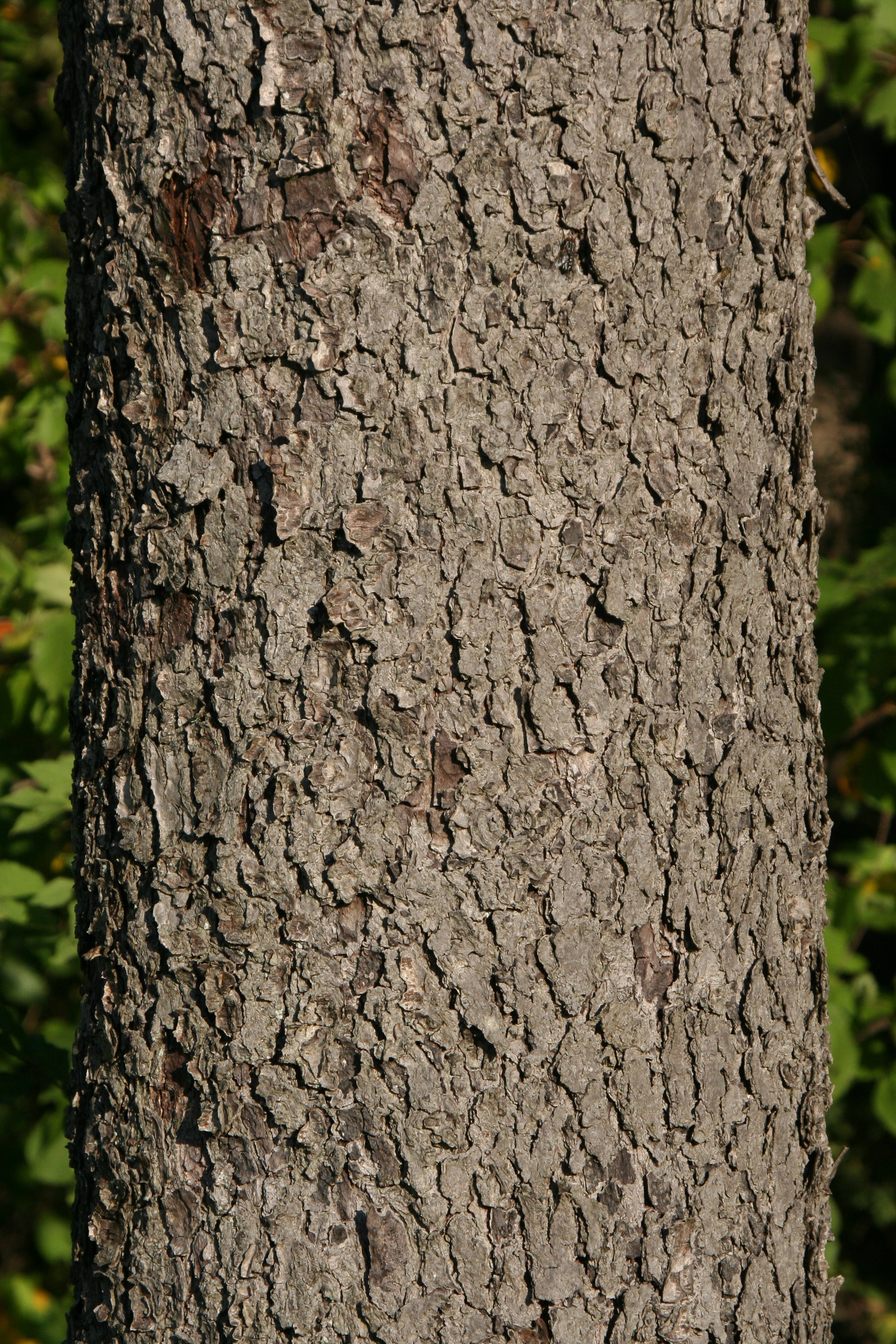
Écorce du tronc
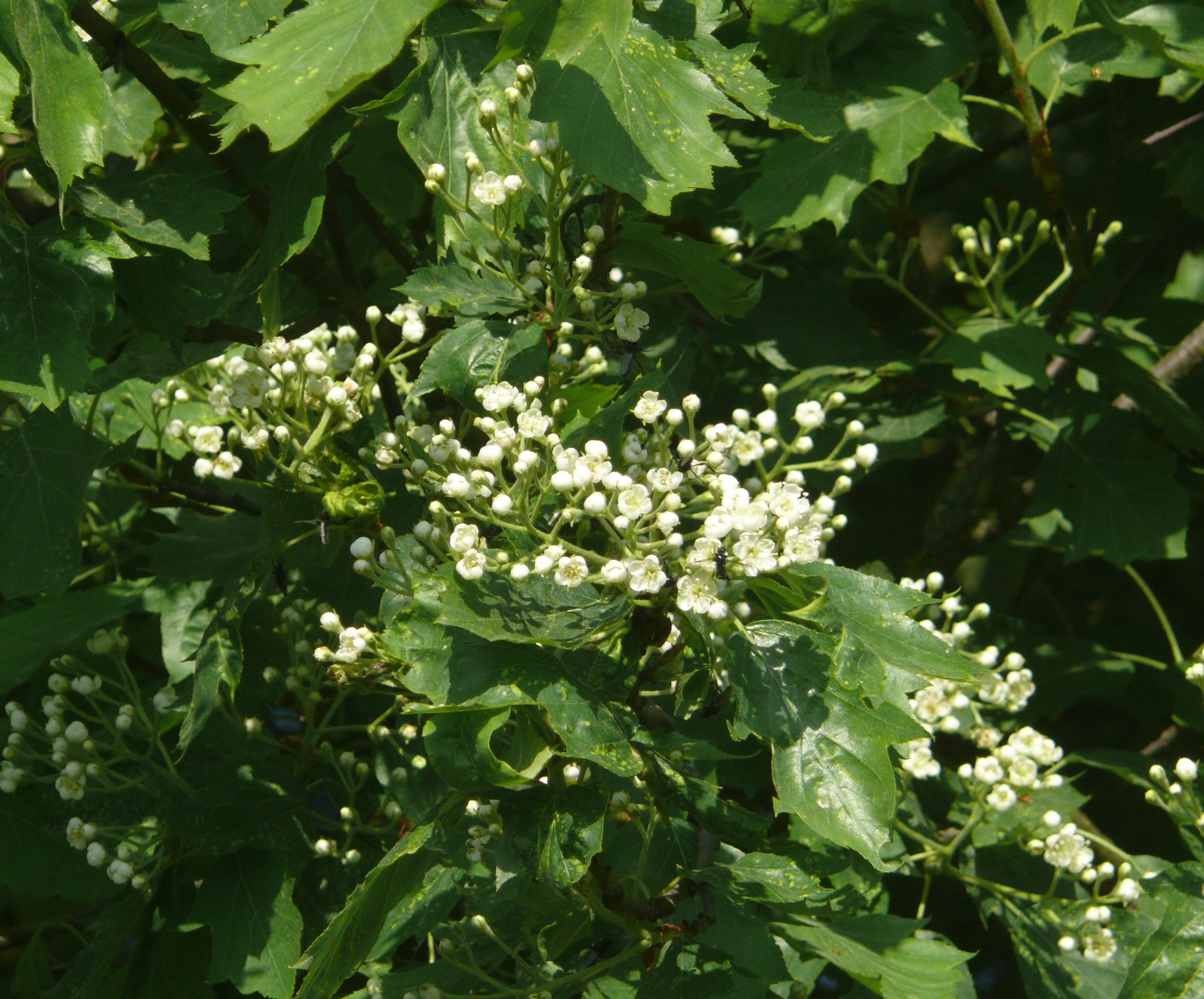
Feuilles et fleurs.